# Karisimbi
El Mont Karisimbi és un volcà inactiu situat a les Muntanyes Virunga a la frontera entre Ruanda i la República Democràtica del Congo. Té 4.507 m d'altitud essent la muntanya més alta de la serralada. Karisimbi és l'11a muntanya més alta d'Àfrica.
El nom de Karisimbi prové de la paraula 'amasimbi' de l'idioma local, Kinyarwanda, i significa neu. La neu es pot vere al cim principalment durant l'estació seca que va de juny a agost.
Entre Karisimbi i Bisoke hi ha el centre de Recercae Karisoke, fundat per Dian Fossey per tal d'observar els goril·les de muntanya.